# 甲良幹二郎
甲良 幹二郎（こうら みきじろう、本名：山本嘉明、1944年6月3日 - ）は、日本の漫画家。

## 略歴
滋賀県出身。1966年デビュー。かつては「さいとう・プロダクション」に所属していた劇画家であり、石川フミヤス、武本サブローとともに3人いたチーフアシスタントの一人であった。後に独立、現在も劇画で活動中。代表作に『流され者』『麻雀蜃気楼』など。

## 主な作品
- 流され者（作：羽山信樹、リイドコミック、リイド社）
- 本田宗一郎物語（作：工藤一郎、宝友出版社）
- 劇画日本史（秋田書店）
- 恐竜傅（作：大川タケシ、リイド社）
- 玄海（作：大川タケシ、 秋田書店）
- 超コマンド・タキ（作：飯干晃一、祥伝社）
- 野望の砂漠（作：五條敏、麻雀ゴラク、日本文芸社）
- 麻雀蜃気楼（作：来賀友志、別冊近代麻雀、竹書房）
- 賭場の男（別冊近代麻雀、竹書房）
- 狼の凌（作：土井泰昭、近代麻雀ゴールド&別冊近代麻雀、竹書房）
- 弁護士オセロ（作：豹堂カケル、芳文社）
- 三匹の侍（作：五社英雄、柴英三郎 コミック時代活劇、ホーム社）※単行本は集英社から販売
- 無頼僧玄海悪鬼狩り（作：大川タケシ、リイド社）
- 大江戸噂草紙 紅刷り夜太（作：梶川良、リイド社）
- 将軍吉宗御用始末紅刷り夜太（作：梶川良、リイド社）
- 天保任侠伝 男・鉄火旅（作：大川タケシ、リイド社）
- 疾風剣はやぶさ（リイド社）
- 脱藩者・刺客斬り（リイド社）
- 地獄剣かまいたち（リイド社）
- 男をみがく波乱の道中 天保おとこ旅（作：大川タケシ、リイド社）
- 大江戸犯科帖歌八秘聞（作：野島好夫、リイド社）
- 歌八捕物絵図（作：野島好夫、リイド社）
- 激殺 時代劇傑作選（リイド社）
- 戦国風雲児 山田長政（作：伊藤公芳、リイド社）
- 徳川吉宗御庭番（リイド社）※後に『吉宗御庭番』に改題
- モノクローム（少年画報社）※電子書籍